# جيرالد فرنسيس كليفورد
جيرالد فرنسيس كليفورد (بالإنجليزية: Gerald Francis Clifford)‏ هو محامي أمريكي، ولد في 19 يونيو 1889، وتوفي في 25 فبراير 1952.